# The Crux (album)
Pour les articles homonymes, voir The Crux.
Albums de Hurt
Goodbye to the Machine
(2009)
The Crux est le sixième album studio du groupe américain Hurt. Il a été initialement diffusé le 24 avril 2012, sous le label Carved Records mais a été retardé d'une semaine au 1er mai 2012. Le premier single, "How We End Up Alone", est sorti sur iTunes le 3 janvier 2012.

## Liste des pistes
| No  | Titre               | Durée |
| --- | ------------------- | ----- |
| 1.  | So When             | 3:57  |
| 2.  | Eden                | 4:21  |
| 3.  | Links & Waves       | 1:15  |
| 4.  | Sally Slips         | 4:45  |
| 5.  | When It's Cold      | 4:07  |
| 6.  | Adonai              | 6:38  |
| 7.  | Caught in the Rain  | 4:34  |
| 8.  | Cuffed              | 4:00  |
| 9.  | How We End Up Alone | 4:07  |
| 10. | Numbers             | 3:09  |
| 11. | The Seer            | 3:43  |

## Chart history

### Album
| Chart (2012)                       | Meilleures positions |
| ---------------------------------- | -------------------- |
| Billboard 200                      | 71                   |
| Top Independent Albums (Billboard) | 9                    |
| Top Rock Albums (Billboard)        | 27                   |
| Top Alternative Albums (Billboard) | 19                   |
| Top Hard Rock Albums (Billboard)   | 6                    |

### Singles
| Année | Single                | Meilleures positions | Meilleures positions | Meilleures positions |
| Année | Single                | Rock Songs           | Mainstream Rock      | Active Rock          |
| ----- | --------------------- | -------------------- | -------------------- | -------------------- |
| 2012  | "How We End Up Alone" | 43                   | 21                   | 18                   |

## Personnel
- J. Loren Wince - chant, guitare, violon, banjo, arrangement
- Michael Roberts - guitare
- Rek Mohr - guitare basse
- Victor Ribas - batterie